# Cessna 210
Il Cessna 210 Centurion è un aereo monomotore da turismo e addestramento prodotto dalla statunitense Cessna Aircraft dal 1957 al 1986.

## Storia del progetto

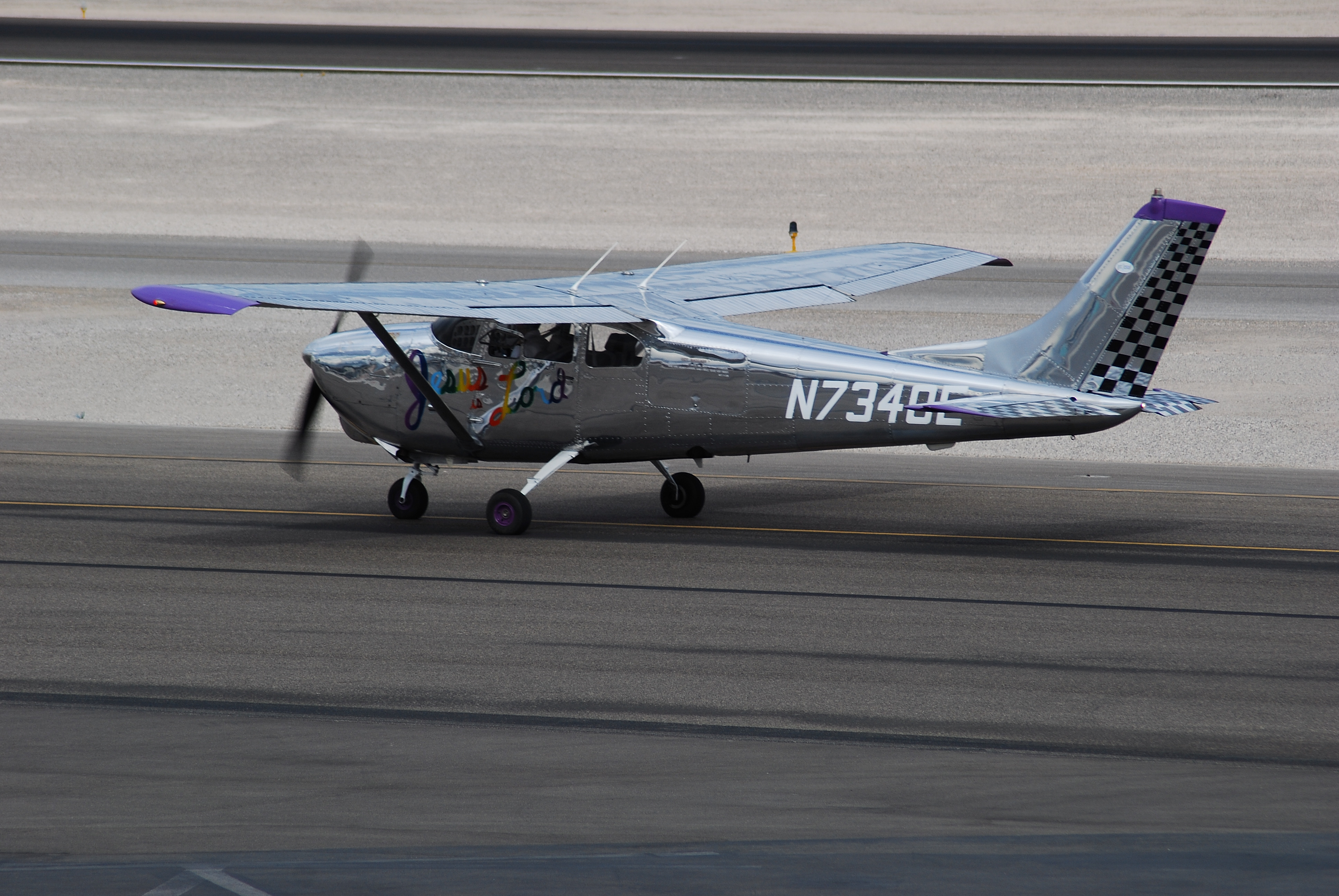
Esemplare di prima produzione con ala controventata e cabina corta

Il primo prototipo, denominato Model 210, volò per la prima volta nel gennaio 1957. I modelli iniziali del Cessna 210 erano simili al Cessna 182B ma con ali ridisegnate e carrello retrattile. Dal 1961 sono entrati in produzione esemplari con una fusoliera allungata e nel 1964 è iniziato lo sviluppo di modelli, che vennero commercializzati a partire dal 1967, caratterizzati da un’ala a sbalzo in sostituzione dell’ala controventata e nuovi motori. Nel giugno 1965 volò per la prima volta il T210 o Turbo Centurion, una versione con motore turbocompresso e nuove ali. Nel 1970 entrò in servizio la versione 210K, la prima con 6 posti in cabina ottenuti modificando la posizione di ritrazione del carrello, e sono state introdotte le version Centurion II e Turbo Centurion II caratterizzate da un’avionica più articolata. Nel 1977 sono state introdotte le versioni Pressurised Centurion e Pressurised Centurion II, caratterizzata dalla cabina pressurizzata e anch’esse con motore turbocompresso.

## Tecnica

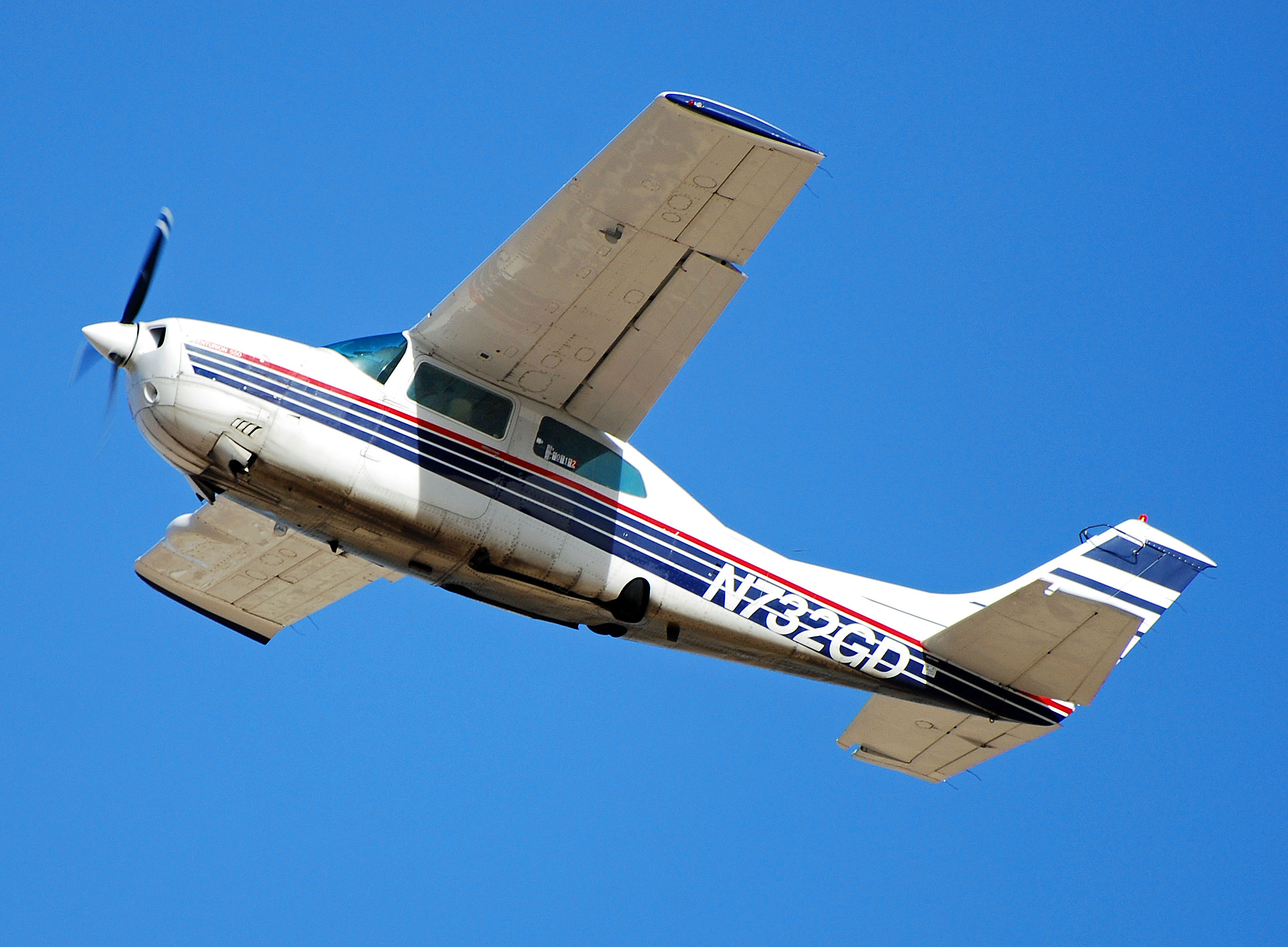
Cessna 210L; è ben visibile la nuova collocazione del carrello ritratto alloggiato immediatamente dietro l'abitacolo

La fusoliera è interamente metallica e costituita da una struttura in semi-monoscocca; le ali hanno struttura interamente metallica ad eccezione delle estremità, realizzate in fibra di vetro. Sulle prime versioni i Fowler flap vengono estesi e ritratti idraulicamente, sulle versioni a partire dalla 210D elettricamente. Il 210 è il primo aereo prodotto da Cessna ad avere un carrello retraibile: nelle prime versioni da 4 posti il carrello principale, realizzato in acciaio, viene alloggiato nella parte posteriore della cabina, nelle versioni da 6 posti il sistema di ritrazione è stato modificato per incrementare lo spazio in cabina, alloggiando il carrello in appositi vani immediatamente dietro all’abitacolo.
Il Cessna 210 è alimentato da un motore della famiglia Continental O-520 a 6 cilindri contrapposti; i serbatoi di combustibile si trovano nelle ali. L’elica, a 3 pale, può essere equipaggiata con un sistema di riscaldamento opzionale.
Il Cessna 210 è dotato di un impianto idraulico, di un impianto elettrico alimentato da un alternatore da 28 V 60 A collegato al motore e da una batteria da 24 V; un’ulteriore batteria da 24 V, un alternatore da 28 V 95 A o uno duale da 28 V 60 A sono opzionali. Sui bordi di attacco delle ali e della deriva è possibile installare un impianto pneumatico di de-icing.

## Versioni
- 210: versione di prima produzione con ala controventata, flap idraulici, motore Continental IO-470-E da 260 hp e cabina da quattro posti.
- 210A: identico al 210 ma con due finestrini in più in fondo alla cabina.
- 210B: versione con un Continental IO-470-S da 260 hp e finestrini sulla parte posteriore della cabina.
- 210C: analoga al 210B ma con fusoliera allargata.[3]
- 210D: versione introdotta nel 1964 con un Continental IO-520-A da 285 hp, peso massimo incrementato a 1 406 kg, flap e alettoni ridisegnati, due sedili piccoli aggiuntivi in fondo alla cabina.
- 210E: derivata dal 210D con alcune modifiche minori.
- 210F/T210F: versione introdotta nel 1966 con un IO-520-C e peso massimo al decollo aumentato a 1 500 kg nonché prima disponibile con motore turbocompresso.[3]
- 210G/T210G: versione introdotta nel 1967 con ala a sbalzo ad angolo di diedro maggiore rispetto alle altre versioni, serbatoi integrali alari e peso massimo al decollo incrementato a 1 542 kg.
- 210H/T210H: versione con impianto dei flap aggiornato e nuovo pannello strumenti.
- 210J/T210J: versione con angolo di diedro ridotto, sistema di ritrazione del carrello anteriore e sezione frontale ridisegnati e un Continental IO-520-J oppure un TSIO-520-H da 265 hp.
- 210K/T210K: versione introdotta nel 1970 e caratterizzata da carrello ridisegnato per aumentare lo spazio in cabina, che passa da 4 a 6 posti, un IO-520-L da 300 hp e peso massimo al decollo di 1 724 kg.
- 210L/T210L: versione con sistema elettrico a 28 V e un sistema elettro-idraulico per la movimentazione del carrello.
- 210M/T210M: identica al 210L ma con un TSIO-520-R da 310 hp.
- 210N/T210N: identica al 210M ma con il carrello principale semplificato rimuovendone portelli e relativi impianti e peso massimo al decollo incrementato a 1 814 kg.[3]
- 210R/T210R: versione con apertura alare aumentata di 0,6 m, peso massimo al decollo ridotto a 1 746 kg per il 210R e a 1 770 kg per il T210R.[3]
- P210N: versione pressurizzata del T210N con un TSIO-520-AF da 310 hp.
- P210R: versione pressurizzata del T210N con un TSIO-520-CE da 325 hp.

### Versioni modificate da altre imprese
- Riley Turbine P-210: conversione di un Cessna P210N con un turboelica Pratt & Whitney Canada PT6A-112 da 500 shp.
- Silver Eagle: conversione ad opera di Griggs Aircrafts Refinement con un turboelica Allison 250-B17F/2 da 450 shp.[4]
- Centurion Edition: retrofit ad opera di Crownair Aviation che sostituisce il pannello strumenti convenzionale con un glass cockpit.[5]
- TN550: conversione di Vitatoe Aviation con un Continental IO-550P con turbocompressore e intercooler e un nuovo alternatore.

## Utilizzatori

Cessna 210 dei Fuerza Aérea Dominicana

### Governativi
Brasile
- Polícia Militar do Distrito Federal

1 T210N Turbo Centurion II in servizio.
- Secretaria de Justiça e Segurança Pública do Amapá

 Cile
- Carabineros de Chile[7]

 Costa Rica

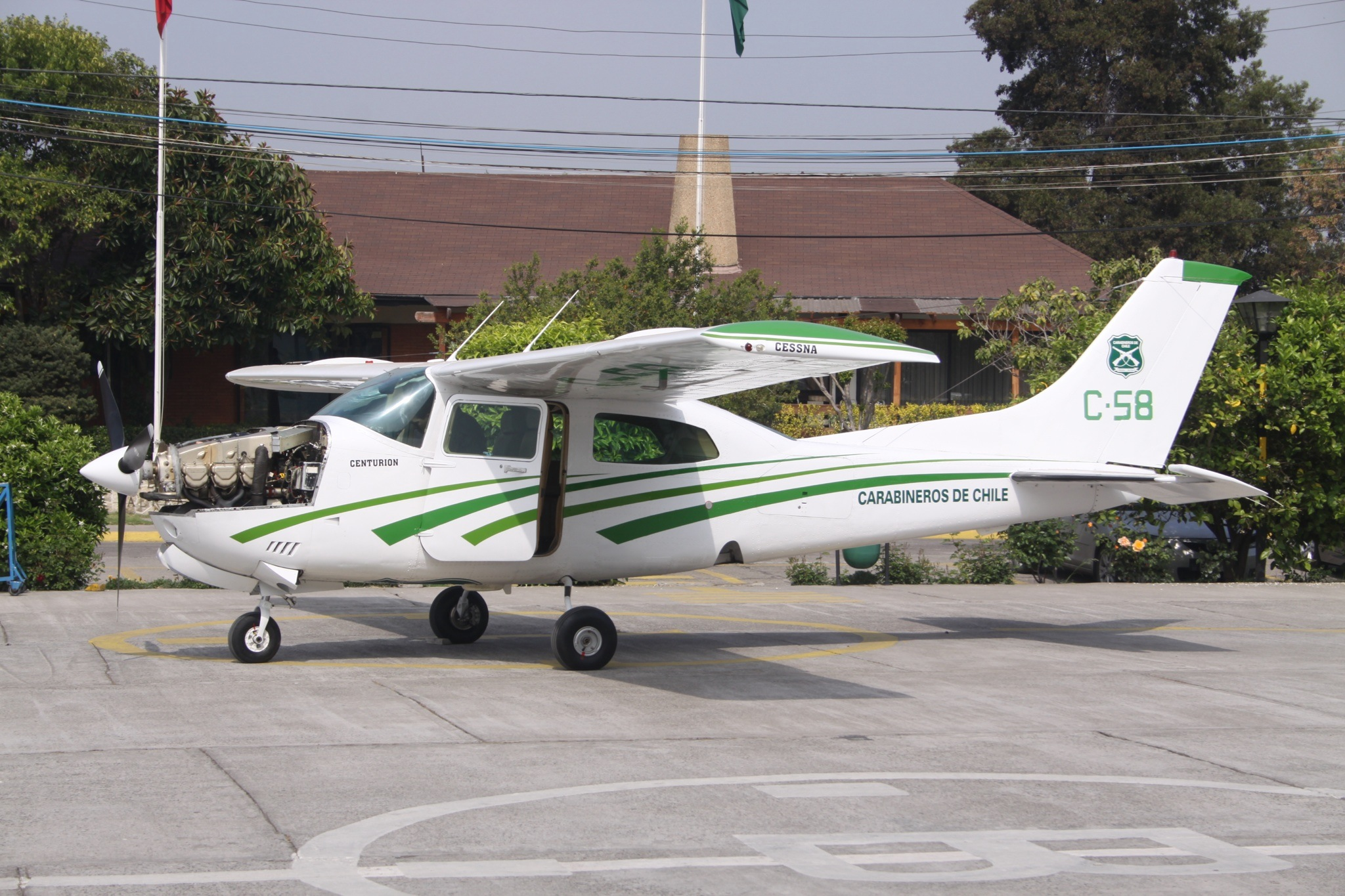
Un Cessna 210 dei Carabineros de Chile

- Servicio de Vigilancia Aérea - Fuerza Pública

 Perù
- Policía Nacional del Perú

### Militari
Bolivia
- Fuerza Aérea Boliviana

3 in servizio dal 2018.
 El Salvador
- Fuerza Aérea Salvadoreña

2 Cessna 210 consegnati.
 Honduras
- Fuerza Aérea Hondureña

1 210F Turbo Centurion, 1 210H Turbo Centurion, 2 210M Turbo Centurion II e 1 210N Turbo Centurion II in servizio a luglio 2020.
 Rep. Dominicana
- Fuerza Aérea Dominicana

2 C210A in servizio nel 2019.